# Metrotranvía Mendoza

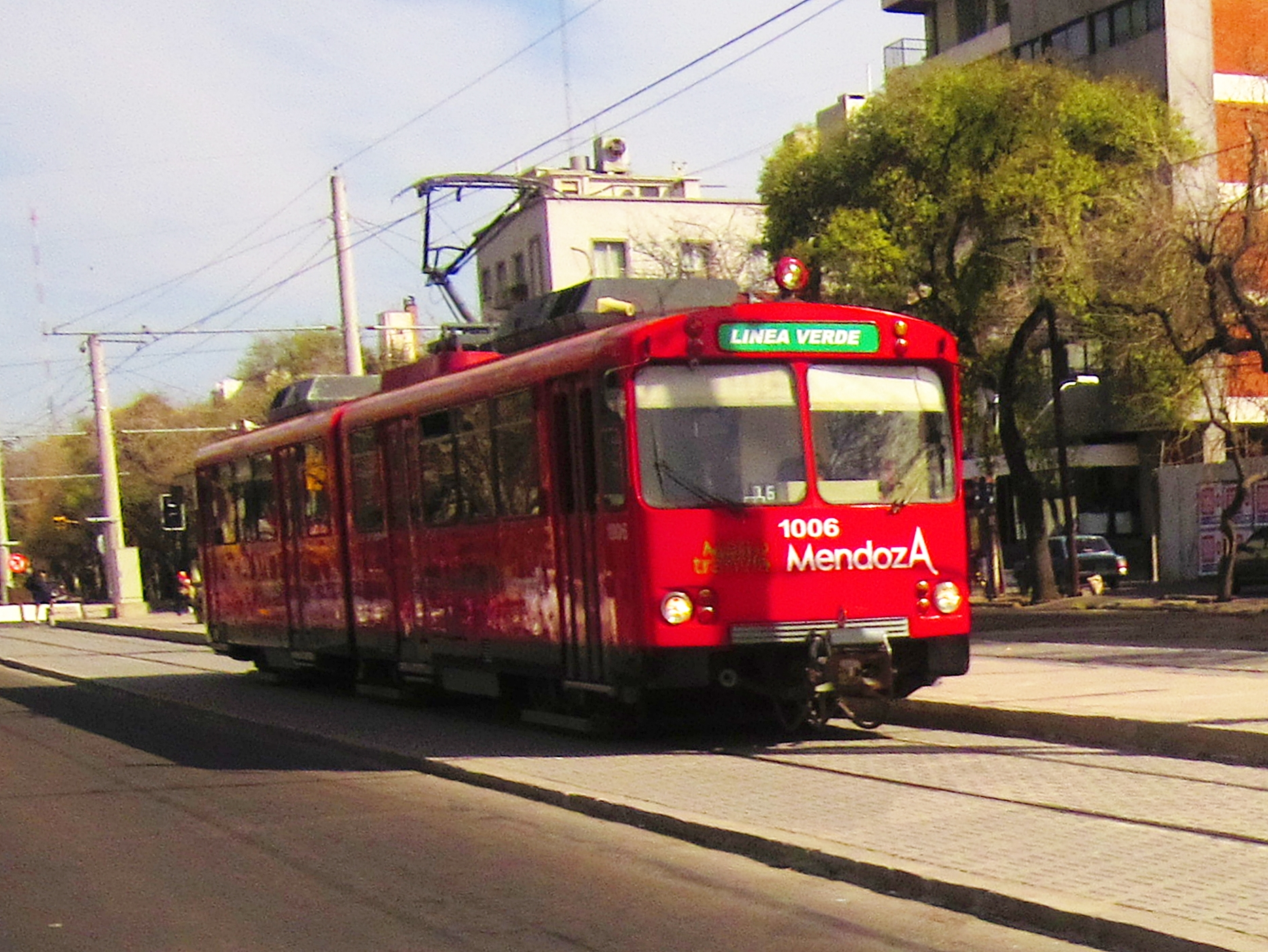
U2-Triebwagen des MTM bei einer Testfahrt

Der Metrotranvía Mendoza (MTM) ist ein Stadtbahnsystem in der argentinischen Stadt Mendoza und ihrer Umgebung. Er ist derzeit das einzige funktionierende Tram-Train-System Argentiniens und nach der SEFECHA-Bahn in Resistencia die zweite vollwertige Stadtbahn des Landes außerhalb von Buenos Aires.
Die erste Linie nahm am 8. Oktober 2012 den regulären Betrieb auf, sie wird mit gebrauchten U2-Triebwagen betrieben. Sie führt von Panquehua (Haltepunkt Avellaneda) im Departamento Las Heras über den Hauptbahnhof (Estación Central) im Zentrum der Stadt bis nach General Gutiérrez im Departamento Maipú.

## Vorgeschichte und Bau
Mendoza besaß wie viele andere argentinische Städte zwischen 1912 und 1964 ein elektrifiziertes Straßenbahnnetz, das zeitweise 34 km Streckenlänge aufwies und bis in die Vororte der Stadt reichte. Es wurde jedoch aufgegeben, als die Konkurrenz des Straßenverkehrs diese Form des öffentlichen Nahverkehrs unrentabel erscheinen ließ. In den 1990er Jahren wurden erste Absichtserklärungen für eine Wiederbelebung der Straßenbahn abgegeben. Es dauerte jedoch bis Mitte der 2000er Jahre, bis ernsthafte Projekte erstellt wurden.
Der Bau begann im März 2009. Es wurde eine Teilstrecke der bereits vorhandenen Bahnstrecke Buenos Aires–Mendoza (Breitspur) genutzt, die auf Normalspur umgespurt und elektrifiziert wurde. Ebenfalls wurden die Haltestellen neu gebaut. Die U2-Triebwagen stammen von der Stadtbahn der US-amerikanischen Stadt San Diego. Am 28. Februar 2012 begann der Probebetrieb zunächst ohne Passagiere – als Grund wurden Sicherheitsbedenken angegeben, die nach einem Zugunglück in Buenos Aires am 22. Februar, bei dem mehr als 50 Personen starben, wieder aufgeflammt waren. Die Autofahrer und Fußgänger sollten so zunächst an das neue Verkehrsmittel gewöhnt werden. Im Laufe des Monats März wurde schrittweise Passagieren die Mitfahrt erlaubt, seit Ende April gab es einen regelmäßigen Probebetrieb mit Passagieren.
Am 8. Oktober 2012 nahm der Metrotranvía seinen regulären Betrieb im Taktverkehr auf. Im April 2014 begann der Bau der Strecke zwischen Mendoza und Panquehua (Departamento Las Heras). Die Erweiterung wurde im Mai 2019 eröffnet.

## Linien
Der Metrotranvía verbindet die Stadt Mendoza mit den Vororten Godoy Cruz, Maipú und Las Heras, von denen aus viele Pendler täglich in die Stadt fahren.

### Linie100/101
| \| \| \| Avellaneda \| \| \| \| Marcos Burgos \| \| \| \| Julio Argentino Roca \| \| \| \| Patricias Mendocinas \| \| \| \| José María Godoy \| \| \| \| Rubilar \| \| \| \| Lugones \| \| \| \| Moldes \| \| \| \| Suipacha \| \| \| \| Estación Mendoza \| \| \| \| Belgrano \| \| \| \| 25 de Mayo \| \| \| \| Pellegrini \| \| \| \| San Martín \| \| \| \| Godoy Cruz \| \| \| \| Progreso \| \| \| \| Independencia \| \| \| \| 9 de Julio \| \| \| \| Luzuriaga \| \| \| \| Piedrabuena \| \| \| \| Malvinas Argentinas \| \| \| \| Maza \| \| \| \| Gutiérrez \| |  |                      |                      |
| Kopfbahnhof Streckenanfang |  | Avellaneda           | Avellaneda           |
| Haltepunkt / Haltestelle |  | Marcos Burgos        | Marcos Burgos        |
| Haltepunkt / Haltestelle |  | Julio Argentino Roca | Julio Argentino Roca |
| Haltepunkt / Haltestelle |  | Patricias Mendocinas | Patricias Mendocinas |
| Haltepunkt / Haltestelle |  | José María Godoy     | José María Godoy     |
| Haltepunkt / Haltestelle |  | Rubilar              | Rubilar              |
| Haltepunkt / Haltestelle |  | Lugones              | Lugones              |
| Haltepunkt / Haltestelle |  | Moldes               | Moldes               |
| Haltepunkt / Haltestelle |  | Suipacha             | Suipacha             |
| Bahnhof |  | Estación Mendoza     | Estación Mendoza     |
| Haltepunkt / Haltestelle |  | Belgrano             | Belgrano             |
| Haltepunkt / Haltestelle |  | 25 de Mayo           | 25 de Mayo           |
| Haltepunkt / Haltestelle |  | Pellegrini           | Pellegrini           |
| Haltepunkt / Haltestelle |  | San Martín           | San Martín           |
| Bahnhof |  | Godoy Cruz           | Godoy Cruz           |
| Haltepunkt / Haltestelle |  | Progreso             | Progreso             |
| Haltepunkt / Haltestelle |  | Independencia        | Independencia        |
| Haltepunkt / Haltestelle |  | 9 de Julio           | 9 de Julio           |
| Bahnhof |  | Luzuriaga            | Luzuriaga            |
| Haltepunkt / Haltestelle |  | Piedrabuena          | Piedrabuena          |
| Haltepunkt / Haltestelle |  | Malvinas Argentinas  | Malvinas Argentinas  |
| Haltepunkt / Haltestelle |  | Maza                 | Maza                 |
| Kopfbahnhof Streckenende |  | Gutiérrez            | Gutiérrez            |

Die ursprünglich als „Grüne Linie“ bekannte Strecke ist die erste Linie des Metrotranvía. Bisher ist die Strecke von Panquehua (Bahnhof Avellaneda) über den Hauptbahnhof Mendoza bis Gutiérrez fertiggestellt, sie soll in Zukunft ins Zentrum des Vororts Maipú sowie zum Flughafen Mendoza erweitert werden. Sie folgt den Bahnstrecken Richtung San Juan und Buenos Aires des Ferrocarril General San Martín (FCGSM), einem der Teilnetze des argentinischen Schienennetzes. In Richtung Las Heras wird sie als Linie 100 bezeichnet, in der Gegenrichtung als Linie 101.

### Linien im Bau
- Verlängerung der aktuelle Linie von Avellaneda bis zum Flughafen Mendoza: 6 km. Baubeginn im Mai 2023[8], voraussichtliche Fertigstellung Mitte 2026[9].
- Neue Linie Bahnhof Pellegrini (Mendoza Stadt) – Bahnhof Agronomía (Luján de Cuyo): 16 km. Baubeginn im Mai 2023[8], voraussichtliche Fertigstellung Mitte 2026[9].

### Geplante Linien
Geplant sind weiterhin folgende Linien:
- Verlängerung Bahnhof Agronomía (Departamento Godoy Cruz) – Luján de Cuyo.
- Verlängerung Bahnhof Gutierrez - Bahnhof Maipú.
- Bahnhof Benegas – Bahnhof Paso de los Andes (Chacras de Coria, Departamento Luján de Cuyo)

Ebenfalls wird über eine teilweise unterirdische Linie nach Villa Nueva und anderer Orte im Departamento Guaymallén nachgedacht, zu denen keine bestehende Bahnstrecke existiert. Deren Realisierung ist jedoch ungewiss, sie ist nicht Teil des offiziellen Projekts.